# Vamuzo Phesao
Vamuzo Phesao (* 1938; † 22. März 2000 in Kohima, Nagaland, Indien) war ein indischer Politiker.

## Biografie
Mit 18 Jahren trat er 1956 der Untergrundbewegung Naga an, die sich für eine Loslösung Nagalands von Indien einsetzte. Zu Beginn der 1960er Jahre gehörte er dann jedoch zu den Verfechtern eines Verbleibs bei Indien und somit des Status als Bundesstaat innerhalb der Indischen Union am 1. Dezember 1963. Als Mitglied des siebenköpfigen, öffentlichen Konferenzkomitees (Naga Public Conference Committee) gehörte er 1968 zu den Vermittlern zwischen den unterschiedlichen Gruppierungen zur Lösung des Naga-Problems.
1969 wurde er als Kandidat der United Democratic Front (UDF) erstmals zum Mitglied der Legislativversammlung gewählt und war bis 1974 einer der maßgeblichen Politiker der Opposition gegen die Naga National Party der Chief Minister Hokishe Sema.
Nach einer dreijährigen Abwesenheit aus dem politischen Leben wurde er 1977 wieder zum Mitglied der Legislativversammlung gewählt und wurde als solcher 1982, 1987 sowie 1993 als Vertreter des Indischen Nationalkongresses (INC) wiedergewählt.
Am 19. Juni 1990 wurde er schließlich als Nachfolger von K. L. Chishi selbst Chief Minister von Nagaland. Während seiner bis zum 1. April 1992 dauernden Amtszeit begann er das Gebietsentwicklungsprogramm (Compact Area Development Scheme) und gründete die Dorfentwicklungsbehörde (Village Development Board) zur Unterstützung der überwiegend ländlichen Bevölkerung des Bundesstaates. Phesao, der als einer der Pioniere der regionalen politischen Bewegung Indiens betrachtet wird, gehörte zu den Mitgründern des Vereinigten Forums der Regionalparteien Nordostindiens.
Nachdem er als Chief Minister ausgeschieden war, blieb er bis zu seinem Tod Berater des Volksrates von Nagaland (Nagaland People’s Council).